# Лёсет, Мона
Мо́на Лёсет (норв. Mona Løseth, род. 4 января 1991 года, Олесунн) — норвежская горнолыжница, участница Олимпийских игр 2010 и 2014 годов. Специализируется в слаломных дисциплинах. Не выступает с апреля 2014 года. Сестра горнолыжниц Лене Лёсет и Нины Лёсет.
В Кубке мира Лёсет дебютировала в 2009 году, в январе 2009 года первый раз попала в тридцатку лучших на этапе Кубка мира. Всего на сегодняшний момент имеет 7 попаданий в тридцатку лучших на этапах Кубка мира, 4 в слаломе, 2 в гигантском слаломе и 1 в комбинации. Лучшим достижением Лёсет в общем зачёте Кубка мира является 75-е место в сезоне 2009-10.
На Олимпиаде-2010 в Ванкувере стартовала в четырёх дисциплинах: комбинация — 13-е место, супергигант — 21-е место гигантский слалом — не финишировала, слалом — не финишировала.
За свою карьеру участвовала в одном чемпионате мира, на чемпионате-2009 стартовала в слаломе, но не добралась до финиша.
Использует лыжи производства фирмы Voelkl.